# Bleed Like Me (álbum)
Bleed Like Me es el cuarto álbum de Garbage, fue lanzado al mercado el 12 de abril de 2005.

## Lista de canciones
Todos los temas compuestos por Garbage además con un sonido muy limpio y alternativo como se puede ver en "Bleed Like me"
1. "Bad Boyfriend" – 3:46
2. "Run Baby Run" – 3:58
3. "Right Between The Eyes" – 3:55
4. "Why Do You Love Me" – 3:54
5. "Bleed Like Me" – 4:01
6. "Metal Heart" – 3:59
7. "Sex Is Not The Enemy" – 3:06
8. "It's All Over But The Crying" – 4:39
9. "Boys Wanna Fight"' – 4:16
10. "Why Don't You Come Over" – 3:25
11. "Happy Home" – 6:00

US & Canadian E-CD bonus track
1. "Why Do You Love Me (video)" – 3:52

bonus track edición Japonesa
1. "I Just Wanna Have Something To Do" – 2:26 (Douglas, Cummings, Hyman)

Australian 2005 Tour Edition bonus DVD tracks
1. "Sex Is Not The Enemy video" – 3:07
2. "Making Of Sex Is Not The Enemy" – 5:05
3. "Bleed Like Me interview" – 30:01 (Electronic Press Kit)
4. "Cherry Lips (Live In Mexico)" – 3:20 (Audio)
5. Photo Gallery

## Ventas y posiciones en las listas
| País           | Mejor posición | Certificación | Ventas  |
| -------------- | -------------- | ------------- | ------- |
| Australia      | 4              | Oro           | 35 000+ |
| Reino Unido    | 4              | Plata         | 84 500+ |
| Estados Unidos | 4              |               | 280 000 |

## Historial de Lanzamiento
| País         | Fecha de Lanzamiento |
| ------------ | -------------------- |
| Australia    | 10 de abril de 2005  |
| Norteamérica | 12 de abril de 2005  |
| Japón        | 13 de abril de 2005  |

## Posicionamiento
| Lista                             | Mejor posición |
| --------------------------------- | -------------- |
| Lista de álbumes de Australia     | 4              |
| Lista de álbumes de Grecia        | 4              |
| United Kingdom album chart        | 4              |
| US Billboard 200                  | 4              |
| US Billboard Top Internet albums  | 4              |
| Lista de álbumes de Francia       | 6              |
| Lista de álbumes de Suecia        | 7              |
| Lista de álbumes de Hong Kong     | 4              |
| Lista de álbumes de Bélgica       | 9              |
| Lista de álbumes de Canadá        | 9              |
| Lista de álbumes de Alemania      | 12             |
| Lista de álbumes de Italia        | 14             |
| Lista de álbumes de Suiza         | 15             |
| Lista de álbumes de Austria       | 17             |
| Lista de álbumes de Japón         | 17             |
| Lista de álbumes de Irlanda       | 18             |
| Lista de álbumes de Finlandia     | 18             |
| Lista de álbumes de Nueva Zelanda | 25             |
| Lista de álbumes de Dinamarca     | 26             |
| Lista de álbumes de Noruega       | 26             |
| Lista de álbumes de España        | 27             |
| Lista de álbumes de los P. Bajos  | 28             |
| Lista de álbumes de Polonia       | 36             |
| Lista de álbumes de Portugal      | 49             |
| Lista de álbumes de la Rep. Checa | 53             |